# Otmar Szafnauer
Otmar Szafnauer (né le 13 août 1964) est un dirigeant roumano-américain de sport automobile, directeur de l'écurie de Formule 1 Force India, devenue Racing Point F1 Team puis Aston Martin F1 Team de 2009 à 2021. Il occupe ce même poste chez Alpine F1 Team, de février 2022 au 28 juillet 2023.

## Biographie
Szafnauer naît en Roumanie d'un père américain d'origine allemande et d'une mère roumaine. Il déménage à Détroit à l'âge de sept ans où il obtient un baccalauréat ès sciences en génie électrique de l'université de Wayne State avant de terminer une maîtrise en commerce et finance de l'université de Detroit Mercy.
Il rejoint Ford en 1986 et est nommé directeur des programmes aux États-Unis. Tout en travaillant pour Ford, il fréquente la Jim Russell Racing Driver School et commence à courir en Formule Ford en 1991. Il quitte Ford en 1998 pour devenir directeur des opérations en Formule 1 chez British American Racing. Après des discussions infructueuses avec Jaguar Racing, il est embauché par Honda, à son retour en Formule 1 en 2001, devenant vice-président de Honda Racing Developments et membre du comité de direction de l'équipe Honda F1. Après avoir quitté Honda en 2008, il fonde Soft Pauer qui publie une application de chronométrage et de positionnement de piste de Formule 1 sur iPhone en juin 2009.
Szafnauer rejoint Force India en octobre 2009 et joue un rôle essentiel dans l'amélioration des performances de l'équipe qui termine septième en 2010 et sixième en 2011, 2013 et 2014, avant de se classer parmi les cinq premiers de 2015 puis quatrième en 2016 et 2017. Les efforts de Szafnauer jouent un rôle déterminant dans la conclusion d'un accord à long terme pour utiliser le groupe motopropulseur Mercedes à partir de la saison 2014.
Rachetée par Lawrence Stroll, l'écurie devient Racing Point en 2018 et obtient sa première victoire avec Sergio Pérez lors du Grand Prix de Sakhir 2020. En 2021, toujours avec Szafnauer, l'écurie, rebaptisée Aston Martin F1 Team, termine septième du championnat du monde (77 points) avec un podium de Sebastian Vettel au Grand Prix d'Azerbaïdjan. Le 5 janvier 2022, Otmar Szafnauer quitte ses fonctions après douze années de présence au sein de la structure basée à Silverstone.
Le 17 février 2022, il est nommé directeur d'équipe de l'écurie Alpine F1 Team.
Le 28 juillet 2023, il est remercié par l'équipe Alpine F1 Team et quitte ses fonctions après le Grand-Prix de Belgique. Bruno Famin assure l'intérim avant la nomination de son remplaçant.

## Prix et reconnaissances
En 2013, Szafnauer est intronisé au Temple de la renommée de l'US F2000 National Championship en reconnaissance de ses exploits en course automobile au cours des vingt dernières années.